# Državna cesta D104
D104 je državna cesta u Hrvatskoj. Ukupna duljina iznosi 10,1 km.
Cesta se nalazi na otoku Krku. Započinje iznad Malinske, odvajajući se od D102, a završava 10 km dalje u trajektnoj luci Valbiska.